# Patriae
Patriae è una trasmissione televisiva italiana condotta da Annalisa Bruchi in onda in seconda serata su Rai 2.

## Programma
Il programma, inizialmente intitolato Povera patria, sostituisce il precedente talk show Night Tabloid. Si tratta di un settimanale di approfondimento sui temi dell'economia, della finanza e della politica nella quale la Bruchi è affiancata dal giornalista Alessandro Giuli. I temi politici ed economici all'ordine del giorno vengono trattati nel contributo filmato de L'economia di Paolo Savona con la partecipazione dello stesso, dall'intervento del docente di economia Carlo D'Ippoliti e dagli inviati Valentina Noseda e Alessandro Poggi. Le interviste sono curate da Aldo Cazzullo. Il programma va inizialmente in onda di venerdì, per poi cambiare collocazione a partire dalla nona puntata e passare al lunedì. Da questa puntata la trasmissione si avvale della collaborazione dei comici di Made in Sud, che fanno satira ed ironizzano sui principali fatti di attualità. Dalla diciassettesima puntata della seconda edizione il programma cambia nuovamente collocazione e passa al martedì e cambia anche titolo, diventando Patriae.

## Edizioni
| Edizione | Inizio            | Fine           | Messa in onda   | Rete  | Studio                                               |
| -------- | ----------------- | -------------- | --------------- | ----- | ---------------------------------------------------- |
| 1        | 25 gennaio 2019   | 10 giugno 2019 | venerdì, lunedì | Rai 2 | Studio 1 del Centro di produzione Rai di via Teulada |
| 2        | 23 settembre 2019 | 1º giugno 2020 | lunedì, martedì | Rai 2 | Studio 1 del Centro di produzione Rai di via Teulada |

## Puntate

### Prima edizione
| Puntata | Data di messa in onda | Ospiti |
| ------- | --------------------- | --- |
| 1       | 25 gennaio 2019       | Matteo Salvini, Nicola Fratoianni, Giorgio Mulé, Paolo Becchi |
| 2       | 1º febbraio 2019      | Carlo Calenda, Sebastiano Barisoni, Franco Bechis, Piero Sansonetti, Carlo Cottarelli, Gianluigi Paragone, Claudio Borghi                                                                                        |
| 3       | 15 febbraio 2019      | Silvio Berlusconi, Alessandro Borghi, Pierluigi Battista, Marco Ponti |
| 4       | 22 febbraio 2019      | Giorgia Meloni, Alvise Maniero, Alessia Rotta, Antonio Maria Rinaldi, Alfonso Sabella, Piero Sansonetti |
| 5       | 1º marzo 2019         | Danilo Toninelli, Alessandro Plateroti, Armando Siri, Alfonso Sabella, Edoardo Sylos Labini, Mario Giordano, Giulio Tremonti, Francesco Giavazzi                                                                 |
| 6       | 8 marzo 2019          | Maurizio Landini, Antonio Maria Rinaldi, Gennaro Sangiuliano, Alessia Morani, Daniela Santanchè, Alessandra Ghisleri, Francesco Piccinini, Tiziana Beghin, Maurizio Gasparri, Alessandro Meluzzi, Viola Carofalo |
| 7       | 15 marzo 2019         | Giulia Buongiorno, Antonio Maria Rinaldi, Mario Giordano, Marco Bentivogli, Anna Ascani, Vittorio Sgarbi, Efe Bal                                                                                                |
| 8       | 22 marzo 2019         | Steve Bannon, Lucia Borgonzoni, Simona Bonafè, Giulio Sapelli, Mario Adinolfi, Efe Bal, Maura Manca, Daniela Santanchè, Gianluca Timpone                                                                         |
| 9       | 1º aprile 2019        | Pier Carlo Padoan, Alessia Morani, Massimo Gandolfini, Giampiero Mughini, Costanza Miriano, Nino Spirlì, Fabio Dragoni, Alvise Maniero, Gaia Servadio                                                            |
| 10      | 8 aprile 2019         | Giulia Grillo, Alfonso Sabella, Barbara Alberti, Maria Rita Parsi, Michele Mirabella |
| 11      | 15 aprile 2019        | Armando Siri, Antonio Di Bella, Daniel Gros, Antonio Maria Rinaldi, Maurizio Gasparri, Alessia Morani, Federico Rampini, Marco Gervasoni                                                                         |
| 12      | 22 aprile 2019        | Vittorio Sgarbi, Fulvio Abbate, Mario Tozzi, Gianluca Timpone |
| 13      | 29 aprile 2019        | Matteo Salvini, Gianluigi Paragone, Alessandro Barbano, Pietrangelo Buttafuoco |
| 14      | 6 maggio 2019         | Luigi Di Maio, Paolo Crepet, Barbara Alberti, Sara Gama |
| 15      | 13 maggio 2019        | Silvio Berlusconi, Alfonso Bonafede, Ernesto Preatoni |
| 16      | 20 maggio 2019        | Giorgia Meloni, Alfonso Celotto, Marco Zanni, Francesco Boccia, Federico Pizzarotti |
| 17      | 27 maggio 2019        | Alberto Cirio, Giorgio Mulé, Alessandro Barbano, Philippe Daverio, Gennaro Sangiuliano, Alessia Morani, Alessandro Morelli, Francesco Piccinini, Serena Scorzoni                                                 |
| 18      | 3 giugno 2019         | Claudio Borghi, Vittorio Feltri, Riccardo Maria Monti, Daniel Gros, Maurizio Belpietro, Arturo Artom |
| 19      | 10 giugno 2019        | Antonio Maria Rinaldi, Alessia Morani, David Parenzo, Pasquale Tridico |

### Seconda edizione
| Puntata | Data di messa in onda | Ospiti |
| ------- | --------------------- | --- |
| 1       | 23 settembre 2019     | Giorgia Meloni, Claudio Durigon, Alessia Morani, Alan Friedman                                                                              |
| 2       | 30 settembre 2019     | Matteo Salvini, Nicola Morra, Antonello Caporale                                                                                            |
| 3       | 7 ottobre 2019        | Teresa Bellanova, Maria Stella Gelmini, Andrea Orlando, Peter Gomez, Sergio Rizzo                                                           |
| 4       | 14 ottobre 2019       | Maria Elena Boschi, Paolo Cirino Pomicino, Clemente Mastella, Vittorio Feltri                                                               |
| 5       | 21 ottobre 2019       | Francesco Boccia, David Parenzo, Guido Crosetto, Sergio Rizzo, Fabio Massimo Castaldo, Giovanni Toti                                        |
| 6       | 4 novembre 2019       | Paola De Micheli, Guido Crosetto, Antonio Polito, Alfonso Sabella, Nicola Fratoianni, Gianluigi Nuzzi, Maurizio Gasparri                    |
| 7       | 11 novembre 2019      | Gianluigi Paragone, Giorgio Mulé, Alessia Morani, Antonello Caporale, Claudio Durigon                                                       |
| 8       | 18 novembre 2019      | Roberto Speranza, Mario Tozzi, Michele Mirabella, Graziano Delrio, Dario Galli, Gennaro Sangiuliano                                         |
| 9       | 25 novembre 2019      | Giorgia Meloni, Luigi Marattin, Bruno Vespa, Claudio Durigon, Alan Friedman                                                                 |
| 10      | 13 gennaio 2020       | Lorenzo Fioramonti, Vittorio Feltri, Antonello Caporale, Claudio Durigon, Luigi Marattin, Guido Crosetto, Alan Friedman                     |
| 11      | 20 gennaio 2020       | Davide Faraone, Dario Galli, Gaetano Pedullà, Carlo Nordio, Laura Ravetto, Matteo Ricci, Fabrizio Roncone                                   |
| 12      | 3 febbraio 2020       | Giovanni Rezza, Pierpaolo Sileri, Andrea Orlando, Massimiliano Romeo, Alan Friedman                                                         |
| 13      | 10 febbraio 2020      | Giovanni Rezza, Andrea Romano, Guido Crosetto, Claudio Durigon, Sandro Venzo, Laura Ravetto, Gaetano Pedullà, Gerardo Greco, Ignazio Corrao |
| 14      | 17 febbraio 2020      | Francesco Boccia, Paola Tommasi, Dario Galli, Alfonso Celotto, Gianluca Brambilla                                                           |
| 15      | 24 febbraio 2020      | Pierpaolo Sileri, Giovanni Rezza, Paolo Cirino Pomicino, Gaetano Pedullà, Vittorio Feltri, Vittorio Sgarbi                                  |
| 16      | 2 marzo 2020          | Giorgia Meloni, Fabrizio Pregliasco, Paolo Crepet, Mariano Bella, Vittorio Sgarbi                                                           |
| 17      | 10 marzo 2020         | Giovanni Rezza, Maria Rita Parsi, Michele Emiliano, Attilio Fontana, Fabio Massimo Castaldo, Giovanni Toti, Aldo Bonaiuto (sacerdote)       |
| 18      | 17 marzo 2020         | Paolo Antonio Ascierto, Maria Rita Gismondo, Alberto Cirio, Fabrizio Pregliasco, Maurizio Gasparri, Davide Faraone, Attilio Fontana         |
| 19      | 24 marzo 2020         | Stefano Bonaccini, Alberto Cirio, Giulio Gallera, Giovanni Rezza, Paolo Crepet, Gaetano Manfredi, Nello Musumeci                            |
| 20      | 31 marzo 2020         | Attilio Fontana, Giovanni Rezza, Maria Rita Gismondo, Mario Tozzi, Nello Musumeci, Fabio Massimo Castaldo, Alberto Giacomo Forchielli       |
| 21      | 7 aprile 2020         | Paola De Micheli, Andrea Crisanti, Michele Emiliano, Massimo Ciccozz, Mario Tozzi, Vittorio Feltri, Maria Rita Parsi                        |
| 22      | 14 aprile 2020        | Teresa Bellanova, Oscar Farinetti, Giulio Tremonti, Mauro Mazza, Pierluigi Lopalco                                                          |
| 23      | 21 aprile 2020        | Bernabò Bocca, Paolo Crepet, Philippe Daverio, Gaetano Manfredi, Alessandra Ghisleri, Maurizio Gasparri, Alfonso Sabella                    |
| 24      | 27 aprile 2020        | Alessia Morani, Matteo Marzotto, Gianluca Timpone, Pierpaolo Sileri, Fabrizio Pregliasco, Giulio Tremonti                                   |
| 25      | 4 maggio 2020         | Pierpaolo Sileri, Fabrizio Pregliasco, Maura Manca, Davide Faraone, Paolo Agnelli, Michele Emiliano                                         |
| 26      | 11 maggio 2020        | Matteo Salvini, Anna Ascani, Andrea Maggi, Fabrizio Pregliasco                                                                              |
| 27      | 18 maggio 2020        | Giorgia Meloni, Pierpaolo Sileri, Maria Rita Gismondo, Gaetano Pedullà                                                                      |
| 28      | 25 maggio 2020        | Francesco Boccia, Stefano Bonaccini, Maura Manca, Fabrizio Pregliasco, Vittorio Sgarbi, Massimo Miani                                       |
| 29      | 1º giugno 2020        | Teresa Bellanova, Oscar Farinetti, Antonio Tajani, Giulio Tremonti, Giuseppe Ferrandino, Paolo Agnelli                                      |

## Polemiche
La trasmissione è stata accusata durante il Governo Conte I di essere eccessivamente filogovernativa e di diffondere teorie del complotto sul signoraggio.